# Moschellandsberg
Der Moschellandsberg, umgangssprachlich auch kurz als Landsberg bekannt, ist ein 331,4 m ü. NHN hoher, größtenteils bewaldeter Berg bei Obermoschel im nördlichen Nordpfälzer Bergland. Dem Topographischen Kartenmaterial des Landschaftsinformationssystems der Naturschutzverwaltung Rheinland-Pfalz (LANIS) zufolge ist der Berg auch unter der Bezeichnung Schloßberg bekannt.
Auf dem Gipfel des Berges steht die Burgruine Landsberg.

## Geographie

### Lage
Der Moschellandsberg erhebt sich südöstlich der Kleinstadt Obermoschel im rheinland-pfälzischen Donnersbergkreis. Seine westliche und nördliche Flanke steigt steil aus dem Tal des Moschelbachs auf, an seiner Südostseite liegt jenseits eines Sattels (302 m) der nur wenig höhere Galgenberg (335 m ü. NHN). Hauptsächlich auf der Nordseite des Berges wurde früher Bergbau betrieben, an den oberen südlichen Hängen finden sich Weinbauflächen.

### Naturräumliche Zuordnung
Der Moschellandsberg gehört in der naturräumlichen Haupteinheitengruppe Saar-Nahe-Bergland (Nr. 19), in der Haupteinheit Nordpfälzer Bergland (193) und in der Untereinheit Glan-Alsenz-Höhen (193.1) zum Naturraum Moschelhöhen (193.140), dem westlichen Teil des Naturraums Alsenzer Höhen (193.14). Seine Landschaft fällt nach Osten über den Niedermoscheler Berg zum Naturraum Alsenztal (193.141) ab.

## Geologie und Entstehung
Am Moschellandsberg findet man mehrere Gesteinstypen im Anstehenden. Es sind unterschiedliche Sedimentgesteine des  Paläozoikums sowie ein  intrudierter Andesit. Hinzu kommen vulkanische  Brekzien (pyroklastische Gesteine). Die Gesteine des Moschellandsbergs sind durch Störungen stark zergliedert. Die Störungen wurden auf spektakuläre Weise vererzt (siehe unten). Die geologische Gesamtkonstellation lässt sich durch folgende Ereignis-Schritte erklären:
1. Zunächst lagerten sich im Paläozoikum die im Saar-Nahe-Becken allgemein verbreiteten Fluss- und See-Sedimente ab und verfestigten sich zu Sedimentgesteinen. Es sind Sandsteine, Siltsteine, Tonsteine, konglomeratische Arkosen und Kalksteine. In geringerem Ausmaß tauchen auch Tuffhorizonte auf, ebenso Kohlenflöze.
2. In diese Sedimentgesteins-Pakete intrudierten an vielen Orten des Beckens basaltische Gänge (Lagergänge). Die Pakete wurden zudem tektonisch in Blöcke zerteilt. Diese frühe weiträumige Zerlegung betrifft auch die Sedimentgesteine des Moschellandsbergs.
3. Tief unter dem heutigen Moschellandsberg drang danach andesitisches Magma ins Sedimentgestein ein. Es bildete sich eine gefüllte Magmakammer: ein Lakkolith. Die eindringende Schmelze hob die überlagernden Sedimentgesteine domartig an. Die Moschellandsberg-Kuppel als ganze wurde also von einem andesitischen Lakkolith im Untergrund erzeugt. Geringe Mengen andesitischen Magmas gelangten aus der Magmakammer weiter nach oben, flossen aber nicht als Lava aus, sondern erstarrten als Intrusion: Es bildete sich der heute am Moschellandsberg anstehende Andesit.
4. Durch diese Magmaförderung entleerte sich die Kammer teilweise. Das aufgewölbte Gesteinsdach über der Magmakammer verlor somit seine Abstützung, die Domstruktur wurde mechanisch instabil. Sie brach ein, die Teile sanken bzw. stürzten nach unten: Es bildete sich eine  Einsturz-Caldera. Der Zusammenbruch verursachte viele weitere Störungen im Gesteinsverband. Die Moschellandsberg-Caldera ist oval und misst in Nordost-Südwest-Richtung ca. 2,2 km, in Nordwest-Südost-Richtung ca. 1,6 km. Sie umfasst damit eine Fläche von etwa 2,6 km2. Innerhalb des Ovals wurden die Gesteinsschollen durchschnittlich um ca. 100 m abgesenkt, stellenweise um mehr als 200 m.
5. Die abgesunkenen Schollen lasteten nun auf dem noch flüssigen Magma der Kammer unter dem Moschellandsberg. So kam es zu einer erneuten Förderung andesitischer Schmelze.
6. Durch das komplexe Ausbruchs-Geschehen entstanden pyroklastische Brekzien. Sie füllen die Räume zwischen den abgesunkenen Gesteinsschollen sowie einen großen Förderschlot inmitten der Caldera. Die Brekzien bestehen aus groben Nebengesteinsfragmenten, die z. T. mehrere Meter Durchmesser besitzen, kombiniert mit überwiegend feinkörnigem Tuff-Material. Es sind damit „Asche-Lapilli-Block-Tuffe“.
7. Später wirkten innerhalb der vielfältigen Störungssysteme der Caldera heisse wässrige Lösungen auf die Gesteine ein und wandelten sie partiell um. Aus den Lösungen schieden sich zudem Erze mit seltenen Mineralen ab (siehe unten). Welche exakten chemischen Prozesse bei welchen Bedingungen hier im einzelnen abliefen (Temperaturen, Druck, Lösungschemie, Reaktionen, Zeiträume), wird die künftige Forschung zu klären haben. Gängige Schlagworte wie „hydrothermale Aktivität“ oder „Spätfolge der vulkanischen Aktivität“ haben wenig Informationsgehalt.

Die alte Behauptung, am Moschellandsberg käme stark zerrütteter Rhyolith vor, hat sich in der Studie von Krupp nicht bestätigt. Es gibt auch keinerlei Hinweise darauf, dass das Magma in der Kammer unter dem Moschellandsberg eine rhyolithische statt einer andesitischen Zusammensetzung gehabt haben könnte. Die deutlichen Umwandlungserscheinungen am anstehenden Andesit (u. a. starke Aufhellung) haben zur Fehldiagnose „Rhyolith“ geführt.

## Mineralvorkommen und Bergbaugeschichte
Die genannten Vererzungsprozesse haben den Moschellandsberg zu einer Lagerstätte gemacht, die in früherer Zeit von großer Bedeutung war. Der Abbau von Silber- und Quecksilbererzen wird erstmals 1442 urkundlich erwähnt, genauer in einer Eintragung im Meisenheimer Rentbuch über den Gewinn aus Hartsilber – Moschellandsbergit, da das Mineral im Gegensatz zu gediegen Silber spröde bzw. hart ist – vom Moschellandsberg „auf 500 Gulden me oder mynder.“ Da allerdings nur wenige Jahrzehnte später Herzog Alexander im Jahre 1489 für den Lazarusstollen die Erbstollengerechtigkeit verlieh, muss schon wesentlich früher Bergbau in diesem Gebiet betrieben worden sein.sein.
Zu den bekanntesten Bergwerken gehören die Gruben „Backofen“, Carolina und „Vertrauen zu Gott“ nordöstlich der Burgruine Landsberg. Weitere Gruben lagen nordwestlich („Segen Gottes“ und „Hilfe Gottes“) und nördlich („Gottesgab“) der Landsburg. Am Moschellandsberg wurden bisher über 90 verschiedene Mineralarten gefunden (Stand 2025), zum Beispiel die Silberminerale Akanthit (Silberglanz), Chlorargyrit (Hornsilber, Silberhornerz) und Jodargyrit (Jodsilber), die Quecksilberminerale Cinnabarit (Zinnober) und Eglestonit sowie die Kupferminerale Bornit (Buntkupferkies), Chalkosin (Kupferglanz), Azurit (Bergblau, Kupferlasur) und Malachit, ebenso Galenit (Bleiglanz), Hämatit (Eisenglanz) und Pyrit (Schwefelkies).
Für sechs Minerale gilt der Berg bzw. eine der ansässigen Gruben zudem als Typlokalität: Belendorffit, Kalomel, Schachnerit und Paraschachnerit (beide Grube Vertrauen zu Gott) sowie die nach ihrer Typlokalität benannten Minerale Moschelit (Grube Backofen), Moschellandsbergit (Grube Carolina).
Am Moschellandsberg und Umgebung wurden neben Erzen auch Kalkstein und Kohle abgebaut, letztere so gründlich, dass sie heute nicht mehr im Anstehenden, sondern nur noch durch die Existenz alter Halden im Gelände wahrnehmbar ist.

## Schutzgebiet
Auf dem Moschellandsberg liegt das Fauna-Flora-Habitat-Gebiet Moschellandsberg bei Obermoschel (FFH-Nr. 6221-302; 0,76 km²), ein ausgewiesenes Schutzgebiet für die dort lebenden Fledermäuse. So finden sich hier unter anderem die Bechsteinfledermaus, die seltene Teichfledermaus sowie die streng geschützten Arten Große Hufeisennase und Großes Mausohr.

## Gipfelbereich
Auf dem Gipfel des Moschellandsbergs steht die Burgruine Landsberg, die auch Moschellandsburg oder Landsburg genannt wird. Von der 1130 erstmals urkundlich erwähnten Burg stehen heute nur noch Mauerreste der Burgmauern, verschiedener Gebäude sowie ein weithin sichtbarer Teil des früheren Bergfrieds.
Unweit westlich der Burg steht ein Sendemast.

## Verkehr und Wandern
Nördlich des Moschellandsbergs verläuft im Tal des Moschelbachs die B 420, auf seiner Westseite die von Obermoschel nach Süden führende Landesstraße L 379.
Von Obermoschel aus ist der Berg über eine schmale befestigte Straße erreichbar, die an dem nordöstlich unterhalb des Gipfels gelegenen Burghotel vorbei zu einem Sportplatz östlich des Sattels und weiter bis kurz unter die Burg Landsberg führt.
Der Moschellandsberg ist durch verschiedene Wanderwege erschlossen. Über den Berg verläuft der Europäische Fernwanderweg E8. Der 112 km lange Pfälzer Höhenweg, ein 2010 eröffneter Prädikatswanderweg, führt auf seiner vierten Etappe von Rockenhausen kommend über den Moschellandsberg nach Obermoschel. Der Geo-Kultur-Pfad Obermoschel verläuft als Rundweg um den Berg.